# Liste des monuments historiques protégés en 1862
Cet article recense les monuments historiques français classés en 1862.

## Liste
| Département             | Commune                                                                     | Monument | Base Mérimée                         |
| ----------------------- | --------------------------------------------------------------------------- | --- | ------------------------------------ |
| Ain                     | Bourg-en-Bresse                                                             | Monastère royal de Brou, église Saint-Nicolas-de-Tolentin de Brou                                               | « PA00116318 », notice no PA00116318 |
| Ain                     | Briord                                                                      | Inscriptions mérovingiennes du château de Saint-André                                                           | « PA00116352 », notice no PA00116352 |
| Aisne                   | Coucy-le-Château-Auffrique                                                  | Château de Coucy                                                                                                | « PA00115617 », notice no PA00115617 |
| Aisne                   | Fère-en-Tardenois                                                           | Château de Fère-en-Tardenois                                                                                    | « PA00115670 », notice no PA00115670 |
| Aisne                   | La Ferté-Milon                                                              | Château de La Ferté-Milon                                                                                       | « PA00115673 », notice no PA00115673 |
| Aisne                   | Laon                                                                        | Église Saint-Martin de Laon                                                                                     | « PA00115719 », notice no PA00115719 |
| Aisne                   | Mézy-Moulins                                                                | Église de Mézy-Moulins                                                                                          | « PA00115813 », notice no PA00115813 |
| Aisne                   | Nouvion-le-Vineux                                                           | Église de Nouvion-le-Vineux                                                                                     | « PA00115849 », notice no PA00115849 |
| Aisne                   | Prémontré                                                                   | Abbaye de Prémontré                                                                                             | « PA00115875 », notice no PA00115875 |
| Aisne                   | Royaucourt-et-Chailvet                                                      | Église Saint-Julien de Royaucourt-et-Chailvet                                                                   | « PA00115892 », notice no PA00115892 |
| Aisne                   | Saint-Michel                                                                | Abbaye de Saint-Michel                                                                                          | « PA00115904 », notice no PA00115904 |
| Aisne                   | Soissons                                                                    | Cathédrale Saint-Gervais-et-Saint-Protais de Soissons                                                           | « PA00115941 », notice no PA00115941 |
| Allier                  | Biozat                                                                      | Église Saint-Symphorien de Biozat                                                                               | « PA00093007 », notice no PA00093007 |
| Allier                  | Bourbon-l'Archambault                                                       | Château de Bourbon-l'Archambault                                                                                | « PA00093010 », notice no PA00093010 |
| Allier                  | Chantelle                                                                   | Abbaye Saint-Vincent de Chantelle                                                                               | « PA00093035 », notice no PA00093035 |
| Allier                  | Cognat-Lyonne                                                               | Église Sainte-Radegonde de Cognat-Lyonne                                                                        | « PA00093064 », notice no PA00093064 |
| Allier                  | Huriel                                                                      | Église Notre-Dame d'Huriel                                                                                      | « PA00093123 », notice no PA00093123 |
| Allier                  | Néris-les-Bains                                                             | Amphithéâtre de Néris-les-Bains                                                                                 | « PA00093245 », notice no PA00093245 |
| Allier                  | Veauce                                                                      | Église Sainte-Croix de Veauce                                                                                   | « PA00093331 », notice no PA00093331 |
| Alpes-de-Haute-Provence | Céreste                                                                     | Pont romain | « PA00080364 », notice no PA00080364 |
| Alpes-de-Haute-Provence | Seyne                                                                       | Église de Seyne                                                                                                 | « PA00080486 », notice no PA00080486 |
| Alpes-de-Haute-Provence | Simiane-la-Rotonde                                                          | Château de Simiane-la-Rotonde                                                                                   | « PA04000014 », notice no PA04000014 |
| Ardèche                 | Bourg-Saint-Andéol                                                          | Église de Bourg-Saint-Andéol                                                                                    | « PA00116664 », notice no PA00116664 |
| Ardèche                 | Champagne                                                                   | Église Saint-Pierre de Champagne                                                                                | « PA00116684 », notice no PA00116684 |
| Ardèche                 | Cruas                                                                       | Abbatiale Sainte-Marie de Cruas                                                                                 | « PA00116701 », notice no PA00116701 |
| Ardèche                 | Malarce-sur-la-Thines                                                       | Église Notre-Dame de Thines                                                                                     | « PA00116727 », notice no PA00116727 |
| Ardennes                | Sainte-Vaubourg                                                             | Église Notre-Dame de Sainte-Vaubourg                                                                            | « PA00078509 », notice no PA00078509 |
| Ariège                  | Montségur                                                                   | Château de Montségur                                                                                            | « PA00093892 », notice no PA00093892 |
| Aube                    | Lhuître                                                                     | Église de Lhuître                                                                                               | « PA00078137 », notice no PA00078137 |
| Aube                    | Troyes                                                                      | Cathédrale Saint-Pierre-et-Saint-Paul de Troyes                                                                 | « PA00078250 », notice no PA00078250 |
| Aube                    | Troyes                                                                      | Église Saint-Pantaléon de Troyes                                                                                | « PA00078259 », notice no PA00078259 |
| Aube                    | Troyes                                                                      | Hôtel de Marisy                                                                                                 | « PA00078267 », notice no PA00078267 |
| Aube                    | Troyes                                                                      | Hôtel de Mauroy                                                                                                 | « PA00078268 », notice no PA00078268 |
| Aude                    | Alet-les-Bains                                                              | Cathédrale Notre-Dame d'Alet-les-Bains                                                                          | « PA00102515 », notice no PA00102515 |
| Aude                    | Carcassonne                                                                 | Cité de Carcassonne                                                                                             | « PA00102588 », notice no PA00102588 |
| Aude                    | Montréal                                                                    | Collégiale Saint-Vincent de Montréal                                                                            | « PA00102784 », notice no PA00102784 |
| Aude                    | Narbonne                                                                    | Église Saint-Paul de Narbonne                                                                                   | « PA00102805 », notice no PA00102805 |
| Aveyron                 | Espalion                                                                    | Chapelle de Perse                                                                                               | « PA00094015 », notice no PA00094015 |
| Aveyron                 | Nant                                                                        | Église Saint-Pierre de Nant                                                                                     | « PA00094089 », notice no PA00094089 |
| Aveyron                 | Rodez                                                                       | Cathédrale Notre-Dame de Rodez                                                                                  | « PA00094108 », notice no PA00094108 |
| Aveyron                 | Rodez                                                                       | Maison des Anglais                                                                                              | « PA00094117 », notice no PA00094117 |
| Aveyron                 | Rodez                                                                       | Maison d'Armagnac                                                                                               | « PA00094118 », notice no PA00094118 |
| Aveyron                 | Sylvanès                                                                    | Abbaye de Sylvanès                                                                                              | « PA00094188 », notice no PA00094188 |
| Bas-Rhin                | Avolsheim                                                                   | Chapelle Saint-Ulrich                                                                                           | « PA00084593 », notice no PA00084593 |
| Bas-Rhin                | Neuwiller-lès-Saverne                                                       | Abbaye de Neuwiller-lès-Saverne                                                                                 | « PA00084820 », notice no PA00084820 |
| Bas-Rhin                | Neuwiller-lès-Saverne                                                       | Église Saint-Adelphe de Neuwiller-lès-Saverne                                                                   | « PA00084821 », notice no PA00084821 |
| Bas-Rhin                | Orschwiller                                                                 | Château du Haut-Koenigsbourg                                                                                    | « PA00084875 », notice no PA00084875 |
| Bas-Rhin                | Ottrott                                                                     | Pierre druidique d'Ottrott                                                                                      | « PA00084886 », notice no PA00084886 |
| Bas-Rhin                | Sélestat                                                                    | Église Sainte-Foy de Sélestat                                                                                   | « PA00084981 », notice no PA00084981 |
| Bas-Rhin                | Strasbourg                                                                  | Cathédrale Notre-Dame de Strasbourg                                                                             | « PA00085015 », notice no PA00085015 |
| Bas-Rhin                | Strasbourg                                                                  | Église Saint-Étienne de Strasbourg                                                                              | « PA00085025 », notice no PA00085025 |
| Bas-Rhin                | Strasbourg                                                                  | Église Saint-Pierre-le-Jeune de Strasbourg                                                                      | « PA00085030 », notice no PA00085030 |
| Bas-Rhin                | Strasbourg                                                                  | Église Saint-Thomas de Strasbourg                                                                               | « PA00085032 », notice no PA00085032 |
| Bas-Rhin                | Strasbourg                                                                  | Maison de l'Œuvre Notre-Dame (Rouffach)                                                                         | « PA00085099 », notice no PA00085099 |
| Bas-Rhin                | Walbourg                                                                    | Église Sainte-Walburge de Walbourg                                                                              | « PA00085208 », notice no PA00085208 |
| Bas-Rhin                | Wangenbourg-Engenthal                                                       | Monastère d'Obersteigen                                                                                         | « PA00085213 », notice no PA00085213 |
| Bouches-du-Rhône        | Arles                                                                       | Alyscamps | « PA00081179 », notice no PA00081179 |
| Bouches-du-Rhône        | Marseille                                                                   | Abbaye Saint-Victor de Marseille                                                                                | « PA00081323 », notice no PA00081323 |
| Bouches-du-Rhône        | Saint-Rémy-de-Provence                                                      | Maison du Planet                                                                                                | « PA00081447 », notice no PA00081447 |
| Calvados                | Audrieu                                                                     | Église d'Audrieu                                                                                                | « PA00111019 », notice no PA00111019 |
| Calvados                | Bayeux                                                                      | Cathédrale Notre-Dame de Bayeux                                                                                 | « PA00111042 », notice no PA00111042 |
| Calvados                | Bayeux                                                                      | Séminaire de Bayeux                                                                                             | « PA00111067 », notice no PA00111067 |
| Calvados                | Bricqueville                                                                | Église Saint-Pierre de Bricqueville                                                                             | « PA00111121 », notice no PA00111121 |
| Calvados                | Caen                                                                        | Église Saint-Gilles de Caen                                                                                     | « PA00111133 », notice no PA00111133 |
| Calvados                | Caen                                                                        | Hôtel d'Escoville                                                                                               | « PA00111147 », notice no PA00111147 |
| Calvados                | Caen                                                                        | Manoir des Gens d'armes                                                                                         | « PA00111169 », notice no PA00111169 |
| Calvados                | Campigny                                                                    | Église Notre-Dame de Campigny                                                                                   | « PA00111209 », notice no PA00111209 |
| Calvados                | Douvres-la-Délivrande                                                       | Église Saint-Rémi de Douvres-la-Délivrande                                                                      | « PA00111289 », notice no PA00111289 |
| Calvados                | Falaise                                                                     | Église Saint-Gervais-Saint-Protais de Falaise                                                                   | « PA00111312 », notice no PA00111312 |
| Calvados                | Fontaine-Henry                                                              | Église Notre-Dame de Fontaine-Henry                                                                             | « PA00111342 », notice no PA00111342 |
| Calvados                | Maizières                                                                   | Église Saint-Pierre de Maizières                                                                                | « PA00111518 », notice no PA00111518 |
| Calvados                | Saint-Loup-Hors                                                             | Église Saint-Loup de Saint-Loup-Hors                                                                            | « PA00111044 », notice no PA00111044 |
| Calvados                | Saint-Pierre-sur-Dives                                                      | Abbaye de Saint-Pierre-sur-Dives                                                                                | « PA00111713 », notice no PA00111713 |
| Calvados                | Vieux-Pont-en-Auge                                                          | Église Saint-Aubin de Vieux-Pont-en-Auge                                                                        | « PA00111804 », notice no PA00111804 |
| Calvados                | Vire                                                                        | Église Notre-Dame de Vire                                                                                       | « PA00111813 », notice no PA00111813 |
| Cantal                  | Brageac                                                                     | Église Saint-Thibaud de Brageac                                                                                 | « PA00093434 », notice no PA00093434 |
| Cantal                  | Saint-Martin-Valmeroux                                                      | Église Saint-Martin de Saint-Martin-Valmeroux                                                                   | « PA00093650 », notice no PA00093650 |
| Cantal                  | Ydes                                                                        | Église Saint-Georges d'Ydes-Bourg                                                                               | « PA00093723 », notice no PA00093723 |
| Charente                | Aubeterre-sur-Dronne                                                        | Église Saint-Jacques d'Aubeterre-sur-Dronne                                                                     | « PA00104235 », notice no PA00104235 |
| Charente                | Châteauneuf-sur-Charente                                                    | Église Saint-Pierre de Châteauneuf-sur-Charente                                                                 | « PA00104289 », notice no PA00104289 |
| Charente                | Gensac-la-Pallue                                                            | Église Saint-Martin de Gensac-la-Pallue                                                                         | « PA00104378 », notice no PA00104378 |
| Charente                | Lesterps                                                                    | Église Saint-Pierre de Lesterps                                                                                 | « PA00104390 », notice no PA00104390 |
| Charente                | Montbron                                                                    | Église Saint-Maurice de Montbron                                                                                | « PA00104428 », notice no PA00104428 |
| Charente                | Mouthiers-sur-Boëme                                                         | Église Saint-Hilaire de Mouthiers-sur-Boëme                                                                     | « PA00104438 », notice no PA00104438 |
| Charente                | Plassac-Rouffiac                                                            | Église Saint-Cybard de Plassac-Rouffiac                                                                         | « PA00104457 », notice no PA00104457 |
| Charente                | Rioux-Martin                                                                | Église Saint-Eutrope                                                                                            | « PA00104465 », notice no PA00104465 |
| Charente-Maritime       | Fenioux                                                                     | Lanterne des morts de Fenioux                                                                                   | « PA00104685 », notice no PA00104685 |
| Charente-Maritime       | Rétaud                                                                      | Église Saint-Trojan de Rétaud                                                                                   | « PA00104858 », notice no PA00104858 |
| Charente-Maritime       | Sainte-Gemme                                                                | Prieuré de Sainte-Gemme                                                                                         | « PA00105173 », notice no PA00105173 |
| Charente-Maritime       | Saintes                                                                     | Cathédrale Saint-Pierre de Saintes                                                                              | « PA00105252 », notice no PA00105252 |
| Charente-Maritime       | Surgères                                                                    | Église Notre-Dame de Surgères                                                                                   | « PA00105275 », notice no PA00105275 |
| Cher                    | Aubigny-sur-Nère                                                            | Château des Stuarts                                                                                             | « PA00096633 », notice no PA00096633 |
| Cher                    | Aubigny-sur-Nère                                                            | Église Saint-Martin d'Aubigny-sur-Nère                                                                          | « PA00096634 », notice no PA00096634 |
| Cher                    | Bourges                                                                     | Cathédrale Saint-Étienne de Bourges                                                                             | « PA00096656 », notice no PA00096656 |
| Cher                    | Bourges                                                                     | Hôtel Cujas | « PA00096683 », notice no PA00096683 |
| Cher                    | Bruère-Allichamps                                                           | Abbaye de Noirlac                                                                                               | « PA00096746 », notice no PA00096746 |
| Cher                    | Charly                                                                      | Église Notre-Dame de Charly                                                                                     | « PA00096761 », notice no PA00096761 |
| Cher                    | Châteaumeillant                                                             | Église Saint-Genès de Châteaumeillant                                                                           | « PA00096766 », notice no PA00096766 |
| Cher                    | Ineuil                                                                      | Église Saint-Martin d'Ineuil                                                                                    | « PA00096815 », notice no PA00096815 |
| Cher                    | Jars                                                                        | Église Saint-Aignan de Jars                                                                                     | « PA00096817 », notice no PA00096817 |
| Cher                    | La Celle-Condé                                                              | Église Saint-Denis de Condé                                                                                     | « PA00096753 », notice no PA00096753 |
| Cher                    | Les Aix-d'Angillon                                                          | Collégiale Saint-Germain des Aix-d'Angillon                                                                     | « PA00096628 », notice no PA00096628 |
| Corrèze                 | Beaulieu-sur-Dordogne                                                       | Abbaye de Beaulieu-sur-Dordogne                                                                                 | « PA00099667 », notice no PA00099667 |
| Corrèze                 | Brive-la-Gaillarde                                                          | Collégiale Saint-Martin de Brive                                                                                | « PA00099691 », notice no PA00099691 |
| Corrèze                 | Saint-Robert                                                                | Église Saint-Robert                                                                                             | « PA00099877 », notice no PA00099877 |
| Corrèze                 | Tulle                                                                       | Cathédrale Notre-Dame de Tulle                                                                                  | « PA00099912 », notice no PA00099912 |
| Corse-du-Sud            | Belvédère-Campomoro                                                         | Menhir de Capo-di-Luogo                                                                                         | « PA00099074 », notice no PA00099074 |
| Corse-du-Sud            | Bonifacio                                                                   | Église Saint-Dominique de Bonifacio                                                                             | « PA00099081 », notice no PA00099081 |
| Corse-du-Sud            | Grossa                                                                      | Menhir de Vaccil-Vecchio                                                                                        | « PA00099095 », notice no PA00099095 |
| Côte-d'Or               | Aignay-le-Duc                                                               | Église Saint-Pierre-Saint-Paul d'Aignay-le-Duc                                                                  | « PA00112051 », notice no PA00112051 |
| Côte-d'Or               | Beaune                                                                      | Hospices de Beaune                                                                                              | « PA00112112 », notice no PA00112112 |
| Côte-d'Or               | Bussy-le-Grand                                                              | Château de Bussy-Rabutin                                                                                        | « PA00112169 », notice no PA00112169 |
| Côte-d'Or               | Dijon                                                                       | Cathédrale Saint-Bénigne de Dijon                                                                               | « PA00112253 », notice no PA00112253 |
| Côte-d'Or               | Dijon                                                                       | Église Saint-Étienne de Dijon                                                                                   | « PA00112268 », notice no PA00112268 |
| Côte-d'Or               | Dijon                                                                       | Église Saint-Jean de Dijon                                                                                      | « PA00112269 », notice no PA00112269 |
| Côte-d'Or               | Dijon                                                                       | Église Saint-Philibert de Dijon                                                                                 | « PA00112271 », notice no PA00112271 |
| Côte-d'Or               | Dijon                                                                       | Palais des ducs et des États de Bourgogne                                                                       | « PA00112427 », notice no PA00112427 |
| Côte-d'Or               | Marmagne                                                                    | Abbaye de Fontenay                                                                                              | « PA00112529 », notice no PA00112529 |
| Côte-d'Or               | Montbard                                                                    | Château de Buffon                                                                                               | « PA00112547 », notice no PA00112547 |
| Côte-d'Or               | Rouvres-en-Plaine                                                           | Église de Rouvres-en-Plaine                                                                                     | « PA00112615 », notice no PA00112615 |
| Côte-d'Or               | Saint-Seine-l'Abbaye                                                        | Église de Saint-Seine-l'Abbaye                                                                                  | « PA00112640 », notice no PA00112640 |
| Côte-d'Or               | Semur-en-Auxois                                                             | Château de Semur-en-Auxois                                                                                      | « PA00112666 », notice no PA00112666 |
| Côte-d'Or               | Til-Châtel                                                                  | Église Saint-Florent-et-Saint-Honoré de Til-Châtel                                                              | « PA00112700 », notice no PA00112700 |
| Côtes-d'Armor           | Dinan                                                                       | Basilique Saint-Sauveur de Dinan                                                                                | « PA00089077 », notice no PA00089077 |
| Côtes-d'Armor           | Lamballe                                                                    | Église Notre-Dame de Lamballe                                                                                   | « PA00089222 », notice no PA00089222 |
| Côtes-d'Armor           | Paimpol                                                                     | Abbaye de Beauport                                                                                              | « PA00089362 », notice no PA00089362 |
| Côtes-d'Armor           | Quintin                                                                     | Menhir de la Roche Longue                                                                                       | « PA00089566 », notice no PA00089566 |
| Côtes-d'Armor           | Tonquédec                                                                   | Château de Tonquédec                                                                                            | « PA00089667 », notice no PA00089667 |
| Creuse                  | Bénévent-l'Abbaye                                                           | Église Saint-Barthélémy de Bénévent-l'Abbaye                                                                    | « PA00100007 », notice no PA00100007 |
| Deux-Sèvres             | Champdeniers-Saint-Denis                                                    | Église Notre-Dame de Champdeniers                                                                               | « PA00101210 », notice no PA00101210 |
| Deux-Sèvres             | Chef-Boutonne                                                               | Château de Javarzay                                                                                             | « PA00101216 », notice no PA00101216 |
| Deux-Sèvres             | Marnes                                                                      | Église Saint-Jean de Marnes                                                                                     | « PA00101255 », notice no PA00101255 |
| Deux-Sèvres             | Melle                                                                       | Église Saint-Pierre de Melle                                                                                    | « PA00101265 », notice no PA00101265 |
| Deux-Sèvres             | Ménigoute                                                                   | Chapelle des Hospices                                                                                           | « PA00101270 », notice no PA00101270 |
| Deux-Sèvres             | Parthenay                                                                   | Église Notre-Dame-de-la-Couldre                                                                                 | « PA00101303 », notice no PA00101303 |
| Deux-Sèvres             | Parthenay                                                                   | Église Saint-Laurent de Parthenay                                                                               | « PA00101305 », notice no PA00101305 |
| Deux-Sèvres             | Saint-Jouin-de-Marnes                                                       | Abbaye Saint-Jouin de Marnes                                                                                    | « PA00101340 », notice no PA00101340 |
| Deux-Sèvres             | Thouars                                                                     | Château des ducs de La Trémoille                                                                                | « PA00101378 », notice no PA00101378 |
| Dordogne                | Bussière-Badil                                                              | Église Notre-Dame-de-la-Nativité                                                                                | « PA00082425 », notice no PA00082425 |
| Dordogne                | Mareuil                                                                     | Château de Mareuil                                                                                              | « PA00082629 », notice no PA00082629 |
| Dordogne                | Monpazier                                                                   | Église Saint-Dominique de Monpazier                                                                             | « PA00082653 », notice no PA00082653 |
| Dordogne                | Périgueux                                                                   | Château Barrière                                                                                                | « PA00082726 », notice no PA00082726 |
| Dordogne                | Saint-Astier                                                                | Château de Puyferrat                                                                                            | « PA00082803 », notice no PA00082803 |
| Dordogne                | Saint-Avit-Sénieur                                                          | Abbaye de Saint-Avit-Sénieur                                                                                    | « PA00082809 », notice no PA00082809 |
| Dordogne                | Saint-Jean-de-Côle                                                          | Église Saint-Jean-Baptiste                                                                                      | « PA00082846 », notice no PA00082846 |
| Dordogne                | Saint-Privat-des-Prés                                                       | Église Saint-Privat                                                                                             | « PA00082897 », notice no PA00082897 |
| Doubs                   | Besançon                                                                    | Palais Granvelle                                                                                                | « PA00101605 », notice no PA00101605 |
| Drôme                   | Chabrillan                                                                  | Église Saint-Pierre de Chabrillan                                                                               | « PA00116903 », notice no PA00116903 |
| Drôme                   | Die                                                                         | Porte Saint-Marcel                                                                                              | « PA00116934 », notice no PA00116934 |
| Drôme                   | La Garde-Adhémar                                                            | Église Saint-Michel de La Garde-Adhémar                                                                         | « PA00116951 », notice no PA00116951 |
| Drôme                   | Valence                                                                     | Cathédrale Saint-Apollinaire de Valence                                                                         | « PA00117085 », notice no PA00117085 |
| Essonne                 | Étampes                                                                     | Église Saint-Basile d'Étampes                                                                                   | « PA00087893 », notice no PA00087893 |
| Essonne                 | Étampes                                                                     | Tour Guinette                                                                                                   | « PA00087907 », notice no PA00087907 |
| Essonne                 | La Ferté-Alais                                                              | Église Notre-Dame de La Ferté-Alais                                                                             | « PA00087912 », notice no PA00087912 |
| Essonne                 | Longpont-sur-Orge                                                           | Basilique Notre-Dame-de-Bonne-Garde                                                                             | « PA00087941 », notice no PA00087941 |
| Essonne                 | Morigny-Champigny                                                           | Abbaye de la Sainte-Trinité de Morigny                                                                          | « PA00087976 », notice no PA00087976 |
| Eure                    | Appeville-Annebault                                                         | Église Saint-André d'Appeville-Annebault                                                                        | « PA00099311 », notice no PA00099311 |
| Eure                    | Beaumontel                                                                  | Église Saint-Pierre de Beaumontel                                                                               | « PA00099326 », notice no PA00099326 |
| Eure                    | Bernay                                                                      | Abbaye Notre-Dame de Bernay                                                                                     | « PA00099330 », notice no PA00099330 |
| Eure                    | Boisney                                                                     | Église Saint-Aubin de Boisney                                                                                   | « PA00099346 », notice no PA00099346 |
| Eure                    | Broglie                                                                     | Église Saint-Martin de Broglie                                                                                  | « PA00099364 », notice no PA00099364 |
| Eure                    | Épieds                                                                      | Pyramide commémorative de la bataille d'Ivry                                                                    | « PA00099396 », notice no PA00099396 |
| Eure                    | Évreux                                                                      | Cathédrale Notre-Dame d'Évreux                                                                                  | « PA00099400 », notice no PA00099400 |
| Eure                    | Évreux                                                                      | Tour de l'Horloge                                                                                               | « PA00099408 », notice no PA00099408 |
| Eure                    | Aubevoye / Gaillon                                                          | Château de Gaillon                                                                                              | « PA00099427 », notice no PA00099427 |
| Eure                    | Gisors                                                                      | Château de Gisors                                                                                               | « PA00099430 », notice no PA00099430 |
| Eure                    | Harcourt                                                                    | Château d'Harcourt                                                                                              | « PA00099443 », notice no PA00099443 |
| Eure                    | Harcourt                                                                    | Église Saint-Ouen d'Harcourt                                                                                    | « PA00099444 », notice no PA00099444 |
| Eure                    | Les Andelys                                                                 | Château Gaillard                                                                                                | « PA00099304 », notice no PA00099304 |
| Eure                    | Quillebeuf-sur-Seine                                                        | Église Notre-Dame-de-Bonport de Quillebeuf-sur-Seine                                                            | « PA00099527 », notice no PA00099527 |
| Eure                    | Serquigny                                                                   | Église Notre-Dame de Serquigny                                                                                  | « PA00099578 », notice no PA00099578 |
| Eure                    | Tillières-sur-Avre                                                          | Église Saint-Hilaire de Tillières-sur-Avre                                                                      | « PA00099587 », notice no PA00099587 |
| Eure                    | Verneuil-sur-Avre                                                           | Église de la Madeleine de Verneuil-sur-Avre                                                                     | « PA00099600 », notice no PA00099600 |
| Eure                    | Verneuil-sur-Avre                                                           | Maison à tourelle                                                                                               | « PA00099604 », notice no PA00099604 |
| Eure                    | Vernon                                                                      | Collégiale Notre-Dame de Vernon                                                                                 | « PA00099620 », notice no PA00099620 |
| Eure-et-Loir            | Chartres                                                                    | Cathédrale Notre-Dame de Chartres                                                                               | « PA00096993 », notice no PA00096993 |
| Eure-et-Loir            | Chartres                                                                    | Cellier de Loëns                                                                                                | « PA00096994 », notice no PA00096994 |
| Eure-et-Loir            | Chartres                                                                    | Maison du Médecin Huvé                                                                                          | « PA00097009 », notice no PA00097009 |
| Eure-et-Loir            | Gallardon                                                                   | Église Saint-Pierre-et-Saint-Paul de Gallardon                                                                  | « PA00097117 », notice no PA00097117 |
| Eure-et-Loir            | Sorel-Moussel                                                               | Château de Sorel                                                                                                | « PA00097215 », notice no PA00097215 |
| Finistère               | Carhaix-Plouguer                                                            | Aqueduc romain de Carhaix-Plouguer                                                                              | « PA00089858 », notice no PA00089858 |
| Finistère               | Crozon                                                                      | Alignements de Ty-ar-C'huré                                                                                     | « PA00089898 », notice no PA00089898 |
| Finistère               | Daoulas                                                                     | Chapelle Sainte-Anne de Daoulas                                                                                 | « PA00089904 », notice no PA00089904 |
| Finistère               | Goulven                                                                     | Église Saint-Goulven de Goulven                                                                                 | « PA00089981 », notice no PA00089981 |
| Finistère               | Lanmeur                                                                     | Église Saint-Mélar de Lanmeur                                                                                   | « PA00090058 », notice no PA00090058 |
| Finistère               | Penmarc'h                                                                   | Église Saint-Nonna de Penmarc'h                                                                                 | « PA00090151 », notice no PA00090151 |
| Finistère               | Pont-Croix                                                                  | Église Notre-Dame de Roscudon                                                                                   | « PA00090294 », notice no PA00090294 |
| Finistère               | Quimper                                                                     | Cathédrale Saint-Corentin de Quimper                                                                            | « PA00090326 », notice no PA00090326 |
| Finistère               | Saint-Jean-du-Doigt                                                         | Église Saint-Jean-Baptiste de Saint-Jean-du-Doigt                                                               | « PA00090419 », notice no PA00090419 |
| Gard                    | Saint-Gilles                                                                | Maison romane de Saint-Gilles                                                                                   | « PA00103209 », notice no PA00103209 |
| Gard                    | Uzès                                                                        | Cathédrale Saint-Théodorit d'Uzès                                                                               | « PA00103250 », notice no PA00103250 |
| Gard                    | Villeneuve-lès-Avignon                                                      | Chartreuse Notre-Dame-du-Val-de-Bénédiction                                                                     | « PA00103303 », notice no PA00103303 |
| Gard                    | Villeneuve-lès-Avignon                                                      | Collégiale Notre-Dame de Villeneuve-lès-Avignon et cloître                                                      | « PA00103305 », notice no PA00103305 |
| Gard                    | Villeneuve-lès-Avignon                                                      | Tour Philippe-le-Bel                                                                                            | « PA00103322 », notice no PA00103322 |
| Gironde                 | Bégadan                                                                     | Église Saint-Saturnin de Bégadan                                                                                | « PA00083134 », notice no PA00083134 |
| Gironde                 | Blanquefort                                                                 | Château de Duras                                                                                                | « PA00083147 », notice no PA00083147 |
| Gironde                 | Bordeaux                                                                    | Cathédrale Saint-André de Bordeaux                                                                              | « PA00083160 », notice no PA00083160 |
| Gironde                 | Bordeaux                                                                    | Église Saint-Bruno de Bordeaux                                                                                  | « PA00083169 », notice no PA00083169 |
| Gironde                 | Bordeaux                                                                    | Tour Pey-Berland                                                                                                | « PA00083480 », notice no PA00083480 |
| Gironde                 | Bouliac                                                                     | Église Saint-Siméon de Bouliac                                                                                  | « PA00083481 », notice no PA00083481 |
| Gironde                 | Cadillac                                                                    | Château des ducs d'Épernon                                                                                      | « PA00083500 », notice no PA00083500 |
| Gironde                 | Le Verdon-sur-Mer                                                           | Phare de Cordouan                                                                                               | « PA00083858 », notice no PA00083858 |
| Gironde                 | Léognan                                                                     | Église Saint-Martin de Léognan                                                                                  | « PA00083591 », notice no PA00083591 |
| Gironde                 | Rauzan                                                                      | Château de Rauzan                                                                                               | « PA00083693 », notice no PA00083693 |
| Gironde                 | Rions                                                                       | Enceinte de Rions                                                                                               | « PA00083702 », notice no PA00083702 |
| Gironde                 | Saint-Denis-de-Pile                                                         | Église Saint-Denis de Saint-Denis-de-Pil                                                                        | « PA00083721 », notice no PA00083721 |
| Gironde                 | Saint-Michel-de-Lapujade                                                    | Église Saint-Michel de Saint-Michel-de-Lapujade (déclassée le 22 février 1894 pour cause de restauration)       | « PA00083790 », notice no PA00083790 |
| Gironde                 | Saint-Vivien-de-Médoc                                                       | Église Saint-Vivien                                                                                             | « PA00083813 », notice no PA00083813 |
| Haute-Garonne           | Toulouse                                                                    | Cathédrale Saint-Étienne de Toulouse                                                                            | « PA00094498 », notice no PA00094498 |
| Haute-Garonne           | Toulouse                                                                    | Église des Cordeliers                                                                                           | « PA00094517 », notice no PA00094517 |
| Haute-Loire             | Chamalières-sur-Loire                                                       | Église Saint-Gilles de Chamalières-sur-Loire                                                                    | « PA00092640 », notice no PA00092640 |
| Haute-Loire             | Chanteuges                                                                  | Prieuré de Chanteuges                                                                                           | « PA00092645 », notice no PA00092645 |
| Haute-Loire             | Langeac                                                                     | Dolmen de Langeac                                                                                               | « PA00092682 », notice no PA00092682 |
| Haute-Loire             | Lavaudieu                                                                   | Abbaye Saint-André de Lavaudieu                                                                                 | « PA00092685 », notice no PA00092685 |
| Haute-Loire             | Lavaudieu                                                                   | Église abbatiale de Lavaudieu                                                                                   | « PA00092687 », notice no PA00092687 |
| Haute-Loire             | Lavoûte-Chilhac                                                             | Prieuré de Lavoûte-Chilhac                                                                                      | « PA00092689 », notice no PA00092689 |
| Haute-Loire             | Le Puy-en-Velay                                                             | Cathédrale Notre-Dame-de-l'Annonciation du Puy-en-Velay                                                         | « PA00092743 », notice no PA00092743 |
| Haute-Loire             | Mazeyrat-d'Allier                                                           | Dolmen de Las Tombas de Las Fadas                                                                               | « PA00092706 », notice no PA00092706 |
| Haute-Loire             | Saint-Julien-des-Chazes                                                     | Chapelle Sainte-Marie-des-Chazes                                                                                | « PA00092861 », notice no PA00092861 |
| Haute-Marne             | Blécourt                                                                    | Église Notre-Dame de Blécourt                                                                                   | « PA00078951 », notice no PA00078951 |
| Haute-Marne             | Ceffonds                                                                    | Église de Ceffonds                                                                                              | « PA00078980 », notice no PA00078980 |
| Haute-Marne             | Chaumont                                                                    | Basilique Saint-Jean-Baptiste de Chaumont                                                                       | « PA00079013 », notice no PA00079013 |
| Haute-Marne             | Langres                                                                     | Cathédrale Saint-Mammès de Langres                                                                              | « PA00079088 », notice no PA00079088 |
| Haute-Marne             | Moëslains                                                                   | Chapelle castrale de Moëslains                                                                                  | « PA00079151 », notice no PA00079151 |
| Haute-Marne             | Montier-en-Der                                                              | Abbatiale Saint-Pierre-et-Saint-Paul de Montier-en-Der                                                          | « PA00079153 », notice no PA00079153 |
| Hautes-Alpes            | Chorges                                                                     | Église Saint-Victor de Chorges                                                                                  | « PA00080550 », notice no PA00080550 |
| Haute-Saône             | Luxeuil-les-Bains                                                           | Établissement thermal de Luxeuil-les-Bains                                                                      | « PA00102203 », notice no PA00102203 |
| Haute-Saône             | Luxeuil-les-Bains                                                           | Hôtel de ville de Luxeuil-les-Bains                                                                             | « PA00102205 », notice no PA00102205 |
| Hautes-Pyrénées         | Ibos                                                                        | Collégiale Saint-Laurent d'Ibos                                                                                 | « PA00095379 », notice no PA00095379 |
| Haute-Vienne            | Limoges                                                                     | Cathédrale Saint-Étienne de Limoges                                                                             | « PA00100333 », notice no PA00100333 |
| Haute-Vienne            | Solignac                                                                    | Église de Solignac                                                                                              | « PA00100503 », notice no PA00100503 |
| Hauts-de-Seine          | Bagneux                                                                     | Église de Bagneux                                                                                               | « PA00088067 », notice no PA00088067 |
| Hauts-de-Seine          | Boulogne-Billancourt                                                        | Église Notre-Dame-des-Menus                                                                                     | « PA00088073 », notice no PA00088073 |
| Hérault                 | Pignan                                                                      | Abbaye de Vignogoul                                                                                             | « PA00103664 », notice no PA00103664 |
| Hérault                 | Puissalicon                                                                 | Tour romane de Puissalicon                                                                                      | « PA00103678 », notice no PA00103678 |
| Hérault                 | Saint-Pargoire                                                              | Église Saint-Pargoire de Saint-Pargoire                                                                         | « PA00103704 », notice no PA00103704 |
| Hérault                 | Saint-Thibéry                                                               | Pont romain de Saint-Thibéry                                                                                    | « PA00103715 », notice no PA00103715 |
| Ille-et-Vilaine         | Fougères                                                                    | Château de Fougères                                                                                             | « PA00090557 », notice no PA00090557 |
| Ille-et-Vilaine         | Landéan                                                                     | Celliers de Landéan                                                                                             | « PA00090608 », notice no PA00090608 |
| Ille-et-Vilaine         | Redon                                                                       | Abbatiale Saint-Sauveur de Redon                                                                                | « PA00090666 », notice no PA00090666 |
| Indre                   | Ardentes                                                                    | Église Saint-Martin d'Ardentes                                                                                  | « PA00097263 », notice no PA00097263 |
| Indre                   | Châtillon-sur-Indre                                                         | Église Notre-Dame de Châtillon-sur-Indre                                                                        | « PA00097303 », notice no PA00097303 |
| Indre                   | Ciron                                                                       | Lanterne des morts de Ciron                                                                                     | « PA00097324 », notice no PA00097324 |
| Indre                   | Déols                                                                       | Abbaye de Déols                                                                                                 | « PA00097335 », notice no PA00097335 |
| Indre                   | Fontgombault                                                                | Abbaye Notre-Dame de Fontgombault                                                                               | « PA00097347 », notice no PA00097347 |
| Indre                   | Lignac                                                                      | Château-Guillaume                                                                                               | « PA00097371 », notice no PA00097371 |
| Indre                   | Mézières-en-Brenne                                                          | Église Sainte-Marie-Madeleine de Mézières-en-Brenne                                                             | « PA00097396 », notice no PA00097396 |
| Indre                   | Montchevrier                                                                | Dolmen de Montchevrier                                                                                          | « PA00097398 », notice no PA00097398 |
| Indre                   | Nohant-Vic                                                                  | Église Saint-Martin de Vic                                                                                      | « PA00097413 », notice no PA00097413 |
| Indre                   | Saint-Genou                                                                 | Église Saint-Genou                                                                                              | « PA00097452 », notice no PA00097452 |
| Indre                   | Saint-Genou                                                                 | Lanterne des Morts d'Estrées                                                                                    | « PA00097453 », notice no PA00097453 |
| Indre                   | Saint-Plantaire                                                             | Pierre-à-la-Marte                                                                                               | « PA00097463 », notice no PA00097463 |
| Indre-et-Loire          | Amboise                                                                     | Château du Clos Lucé                                                                                            | « PA00097504 », notice no PA00097504 |
| Indre-et-Loire          | Beaulieu-lès-Loches                                                         | Église Saint-Pierre-Saint-Paul de Beaulieu-lès-Loches                                                           | « PA00097561 », notice no PA00097561 |
| Indre-et-Loire          | Loches                                                                      | Château de Loches                                                                                               | « PA00097821 », notice no PA00097821 |
| Indre-et-Loire          | Loches                                                                      | Hôtel de ville de Loches et porte Picoys                                                                        | « PA00097828 », notice no PA00097828 |
| Indre-et-Loire          | Luynes                                                                      | Aqueduc de Luynes                                                                                               | « PA00097846 », notice no PA00097846 |
| Indre-et-Loire          | Rivière                                                                     | Église Notre-Dame de Rivière                                                                                    | « PA00098039 », notice no PA00098039 |
| Indre-et-Loire          | Sainte-Catherine-de-Fierbois                                                | Église Sainte-Catherine de Sainte-Catherine-de-Fierbois                                                         | « PA00098064 », notice no PA00098064 |
| Indre-et-Loire          | Sennevières                                                                 | Chapelle Saint-Jean du Liget                                                                                    | « PA00098109 », notice no PA00098109 |
| Indre-et-Loire          | Tours                                                                       | Abbaye de Saint-Martin                                                                                          | « PA00098131 », notice no PA00098131 |
| Indre-et-Loire          | Tours                                                                       | Cathédrale Saint-Gatien de Tours                                                                                | « PA00098135 », notice no PA00098135 |
| Indre-et-Loire          | Tours                                                                       | Maison de Tristant l'Hermite                                                                                    | « PA00098208 », notice no PA00098208 |
| Indre-et-Loire          | Vernou-sur-Brenne                                                           | Église de la Sainte-Trinité de Vernou-sur-Brenne                                                                | « PA00098283 », notice no PA00098283 |
| Isère                   | Grenoble                                                                    | Cathédrale Notre-Dame de Grenoble                                                                               | « PA00117178 », notice no PA00117178 |
| Isère                   | Vienne                                                                      | Église Saint-Pierre de Vienne                                                                                   | « PA00117326 », notice no PA00117326 |
| Isère                   | Vizille                                                                     | Château de Lesdiguières                                                                                         | « PA00117357 », notice no PA00117357 |
| Jura                    | Baume-les-Messieurs                                                         | Abbaye de Baume-les-Messieurs                                                                                   | « PA00101814 », notice no PA00101814 |
| Landes                  | Hagetmau                                                                    | Crypte de Saint-Girons                                                                                          | « PA00083951 », notice no PA00083951 |
| Landes                  | Saint-Paul-lès-Dax                                                          | Église Saint-Paul de Saint-Paul-lès-Dax                                                                         | « PA00084010 », notice no PA00084010 |
| Loire                   | Charlieu                                                                    | Abbaye de Charlieu                                                                                              | « PA00117448 », notice no PA00117448 |
| Loire                   | Saint-Romain-le-Puy                                                         | Église prieurale de Saint-Romain-le-Puy                                                                         | « PA00117659 », notice no PA00117659 |
| Loire-Atlantique        | Batz-sur-Mer                                                                | Chapelle Notre-Dame-du-Mûrier                                                                                   | « PA00108567 », notice no PA00108567 |
| Loire-Atlantique        | Nantes                                                                      | Cathédrale Saint-Pierre-et-Saint-Paul de Nantes                                                                 | « PA00108654 », notice no PA00108654 |
| Loiret                  | Beaugency                                                                   | Église Notre-Dame de Beaugency                                                                                  | « PA00098691 », notice no PA00098691 |
| Loiret                  | Châteauneuf-sur-Loire                                                       | Église Saint-Martial de Châteauneuf-sur-Loire                                                                   | « PA00098738 », notice no PA00098738 |
| Loiret                  | La Chapelle-Saint-Mesmin                                                    | Église Saint-Mesmin de La Chapelle-Saint-Mesmin                                                                 | « PA00098732 », notice no PA00098732 |
| Loiret                  | Lorris                                                                      | Hôtel de ville de Lorris                                                                                        | « PA00098807 », notice no PA00098807 |
| Loiret                  | Montbouy                                                                    | Amphithéâtre de Chenevières                                                                                     | « PA00098824 », notice no PA00098824 |
| Loiret                  | Orléans                                                                     | Cathédrale Sainte-Croix d'Orléans                                                                               | « PA00098836 », notice no PA00098836 |
| Loiret                  | Orléans                                                                     | Crypte Saint-Avit                                                                                               | « PA00098841 », notice no PA00098841 |
| Loiret                  | Orléans                                                                     | Hôtel Groslot d'Orléans                                                                                         | « PA00098851 », notice no PA00098851 |
| Loiret                  | Orléans                                                                     | Maison de Jean d'Alibert                                                                                        | « PA00098900 », notice no PA00098900 |
| Loiret                  | Orléans                                                                     | Maison de François Ier                                                                                          | « PA00098914 », notice no PA00098914 |
| Loiret                  | Orléans                                                                     | Maison d'Agnès Sorel                                                                                            | « PA00098971 », notice no PA00098971 |
| Loiret                  | Orléans                                                                     | Université d'Orléans                                                                                            | « PA00098978 », notice no PA00098978 |
| Loiret                  | Puiseaux                                                                    | Église Notre-Dame de Puiseaux                                                                                   | « PA00098994 », notice no PA00098994 |
| Loiret                  | Yèvre-la-Ville                                                              | Château d'Yèvre-le-Châtel                                                                                       | « PA00099039 », notice no PA00099039 |
| Loir-et-Cher            | Cour-sur-Loire                                                              | Église Saint-Vincent-et-Sainte-Radegonde de Cour-sur-Loire                                                      | « PA00098426 », notice no PA00098426 |
| Loir-et-Cher            | Couture-sur-Loir                                                            | Château de la Possonnière, dit aussi château de Ronsard                                                         | « PA00098428 », notice no PA00098428 |
| Loir-et-Cher            | Lassay-sur-Croisne                                                          | Église Saint-Hilaire de Lassay-sur-Croisne                                                                      | « PA00098460 », notice no PA00098460 |
| Loir-et-Cher            | Lavardin                                                                    | Église Saint-Genest de Lavardin                                                                                 | « PA00098462 », notice no PA00098462 |
| Loir-et-Cher            | Montoire-sur-le-Loir                                                        | Chapelle Saint-Gilles de Montoire-sur-le-Loir                                                                   | « PA00098505 », notice no PA00098505 |
| Loir-et-Cher            | Montoire-sur-le-Loir                                                        | Château de Montoire-sur-le-Loir                                                                                 | « PA00098507 », notice no PA00098507 |
| Loir-et-Cher            | Nourray                                                                     | Église Notre-Dame de Nourray                                                                                    | « PA00098534 », notice no PA00098534 |
| Loir-et-Cher            | Noyers-sur-Cher                                                             | Chapelle Saint-Lazare de Noyers-sur-Cher                                                                        | « PA00098536 », notice no PA00098536 |
| Loir-et-Cher            | Saint-Aignan                                                                | Collégiale Saint-Aignan de Saint-Aignan                                                                         | « PA00098564 », notice no PA00098564 |
| Loir-et-Cher            | Selles-Saint-Denis                                                          | Chapelle Saint-Genouph de Selles-Saint-Denis                                                                    | « PA00098595 », notice no PA00098595 |
| Loir-et-Cher            | Selles-sur-Cher                                                             | Abbatiale Notre-Dame-la-Blanche de Selles-sur-Cher                                                              | « PA00098598 », notice no PA00098598 |
| Loir-et-Cher            | Suèvres                                                                     | Église Saint-Lubin de Suèvres                                                                                   | « PA00098613 », notice no PA00098613 |
| Loir-et-Cher            | Trôo                                                                        | Collégiale Saint-Martin de Trôo                                                                                 | « PA00098628 », notice no PA00098628 |
| Loir-et-Cher            | Trôo                                                                        | Prieuré Notre-Dame-des-Marchais                                                                                 | « PA00098630 », notice no PA00098630 |
| Loir-et-Cher            | Vendôme                                                                     | Porte Saint-Georges                                                                                             | « PA00098647 », notice no PA00098647 |
| Lot                     | Cahors                                                                      | Cathédrale Saint-Étienne de Cahors                                                                              | « PA00094997 », notice no PA00094997 |
| Lot                     | Cahors                                                                      | Maison de Henri IV                                                                                              | « PA00095009 », notice no PA00095009 |
| Lot                     | Figeac                                                                      | Hôtel des Monnaies                                                                                              | « PA00095077 », notice no PA00095077 |
| Lot                     | Prudhomat                                                                   | Château de Castelnau-Bretenoux                                                                                  | « PA00095185 », notice no PA00095185 |
| Lot-et-Garonne          | Agen                                                                        | Cathédrale Saint-Caprais d'Agen                                                                                 | « PA00084035 », notice no PA00084035 |
| Lot-et-Garonne          | Gavaudun                                                                    | Château de Gavaudun                                                                                             | « PA00084131 », notice no PA00084131 |
| Lot-et-Garonne          | Marmande                                                                    | Église Notre-Dame de Marmande et cloître                                                                        | « PA00084163 », notice no PA00084163 |
| Lot-et-Garonne          | Nérac                                                                       | Château de Nérac (Château de Henri IV)                                                                          | « PA00084192 », notice no PA00084192 |
| Maine-et-Loire          | Angers                                                                      | Abbaye Saint-Aubin d'Angers                                                                                     | « PA00108861 », notice no PA00108861 |
| Maine-et-Loire          | Angers                                                                      | Cathédrale Saint-Maurice d'Angers                                                                               | « PA00108866 », notice no PA00108866 |
| Maine-et-Loire          | Béhuard                                                                     | Église Notre-Dame de Béhuard                                                                                    | « PA00108973 », notice no PA00108973 |
| Maine-et-Loire          | Chemillé                                                                    | Église Notre-Dame de Chemillé                                                                                   | « PA00109042 », notice no PA00109042 |
| Maine-et-Loire          | Chênehutte-Trèves-Cunault                                                   | Chapelle Saint-Macé de Chênehutte-Trèves-Cunault                                                                | « PA00109379 », notice no PA00109379 |
| Maine-et-Loire          | Chênehutte-Trèves-Cunault                                                   | Église Saint-Aubin de Trèves                                                                                    | « PA00109381 », notice no PA00109381 |
| Maine-et-Loire          | Chênehutte-Trèves-Cunault                                                   | Tour de Trèves                                                                                                  | « PA00109385 », notice no PA00109385 |
| Maine-et-Loire          | Distré                                                                      | Château de Pocé                                                                                                 | « PA00109082 », notice no PA00109082 |
| Maine-et-Loire          | Doué-la-Fontaine                                                            | Église Saint-Denis de Doué-la-Fontaine                                                                          | « PA00109088 », notice no PA00109088 |
| Maine-et-Loire          | Gennes                                                                      | Église Saint-Eusèbe                                                                                             | « PA00109123 », notice no PA00109123 |
| Maine-et-Loire          | Gennes                                                                      | Église Saint-Vétérin de Gennes                                                                                  | « PA00109124 », notice no PA00109124 |
| Maine-et-Loire          | Le Puy-Notre-Dame                                                           | Église Notre-Dame du Puy-Notre-Dame                                                                             | « PA00109241 », notice no PA00109241 |
| Maine-et-Loire          | Les Ponts-de-Cé                                                             | Château des Ponts-de-Cé                                                                                         | « PA00109235 », notice no PA00109235 |
| Maine-et-Loire          | Montsoreau                                                                  | Château de Montsoreau                                                                                           | « PA00109211 », notice no PA00109211 |
| Maine-et-Loire          | Pontigné                                                                    | Église Saint-Denis de Pontigné                                                                                  | « PA00109234 », notice no PA00109234 |
| Maine-et-Loire          | Saint-Florent-le-Vieil                                                      | Chapelle du cimetière de Saint-Florent-le-Vieil                                                                 | « PA00109259 », notice no PA00109259 |
| Maine-et-Loire          | Saumur                                                                      | Chapelle Saint-Jean de Saumur                                                                                   | « PA00109306 », notice no PA00109306 |
| Maine-et-Loire          | Saumur                                                                      | Église Saint-Pierre de Saumur                                                                                   | « PA00109321 », notice no PA00109321 |
| Manche                  | Bretteville                                                                 | Allée couverte                                                                                                  | « PA00110341 », notice no PA00110341 |
| Manche                  | Carentan                                                                    | Église Notre-Dame de Carentan                                                                                   | « PA00110352 », notice no PA00110352 |
| Manche                  | Coutances                                                                   | Cathédrale Notre-Dame de Coutances                                                                              | « PA00110375 », notice no PA00110375 |
| Manche                  | Flamanville                                                                 | Pierre au Rey                                                                                                   | « PA00110401 », notice no PA00110401 |
| Manche                  | Le Mont-Saint-Michel                                                        | Abbaye du Mont-Saint-Michel et dépendances                                                                      | « PA00110460 », notice no PA00110460 |
| Manche                  | Lestre                                                                      | Chapelle Saint-Michel de Lestre                                                                                 | « PA00110439 », notice no PA00110439 |
| Manche                  | Périers                                                                     | Église Saint-Pierre de Périers                                                                                  | « PA00110533 », notice no PA00110533 |
| Manche                  | Querqueville                                                                | Chapelle Saint-Germain de Querqueville                                                                          | « PA00110550 », notice no PA00110550 |
| Manche                  | Quinéville                                                                  | Grande cheminée                                                                                                 | « PA50000018 », notice no PA50000018 |
| Manche                  | Valognes                                                                    | Thermes antiques d'Alauna                                                                                       | « PA00110633 », notice no PA00110633 |
| Marne                   | Cauroy-lès-Hermonville                                                      | Église de Cauroy-lès-Hermonville                                                                                | « PA00078606 », notice no PA00078606 |
| Marne                   | Châlons-en-Champagne                                                        | Cathédrale Saint-Étienne de Châlons                                                                             | « PA00078610 », notice no PA00078610 |
| Marne                   | Châlons-en-Champagne                                                        | Église Saint-Alpin                                                                                              | « PA00078619 », notice no PA00078619 |
| Marne                   | Châlons-en-Champagne                                                        | Église Saint-Jean de Châlons-en-Champagne                                                                       | « PA00078620 », notice no PA00078620 |
| Marne                   | Cheminon                                                                    | Église Saint-Nicolas de Cheminon                                                                                | « PA00078666 », notice no PA00078666 |
| Marne                   | Dormans                                                                     | Église Saint-Hippolyte de Dormans                                                                               | « PA00078695 », notice no PA00078695 |
| Marne                   | La Cheppe                                                                   | Camp romain | « PA00078667 », notice no PA00078667 |
| Marne                   | Maisons-en-Champagne                                                        | Église de Maisons-en-Champagne                                                                                  | « PA00078736 », notice no PA00078736 |
| Marne                   | Margerie-Hancourt                                                           | Église Sainte-Marguerite de Margerie                                                                            | « PA00078740 », notice no PA00078740 |
| Marne                   | Reims                                                                       | Cathédrale Notre-Dame de Reims                                                                                  | « PA00078776 », notice no PA00078776 |
| Marne                   | Reims                                                                       | Hôtel de ville de Reims                                                                                         | « PA00078795 », notice no PA00078795 |
| Marne                   | Reims                                                                       | Maison des Ménétriers                                                                                           | « PA00078819 », notice no PA00078819 |
| Marne                   | Rieux                                                                       | Église de Rieux                                                                                                 | « PA00078832 », notice no PA00078832 |
| Marne                   | Sommepy-Tahure                                                              | Église de Sommepy-Tahure                                                                                        | « PA00078861 », notice no PA00078861 |
| Mayenne                 | Lassay-les-Châteaux                                                         | Château de Lassay et chapelle                                                                                   | « PA00109520 », notice no PA00109520 |
| Mayenne                 | Sainte-Suzanne                                                              | Remparts de Sainte-Suzanne                                                                                      | « PA00109612 », notice no PA00109612 |
| Meurthe-et-Moselle      | Blénod-lès-Toul                                                             | Église Saint-Médard de Blénod-lès-Toul                                                                          | « PA00106000 », notice no PA00106000 |
| Meurthe-et-Moselle      | Laître-sous-Amance                                                          | Église Saint-Laurent de Laître-sous-Amance                                                                      | « PA00106051 », notice no PA00106051 |
| Meurthe-et-Moselle      | Martincourt                                                                 | Château de Pierrefort                                                                                           | « PA00106091 », notice no PA00106091 |
| Meurthe-et-Moselle      | Prény                                                                       | Château de Prény                                                                                                | « PA00106353 », notice no PA00106353 |
| Meurthe-et-Moselle      | Toul                                                                        | Église Saint-Gengoult et cloître                                                                                | « PA00106375 », notice no PA00106375 |
| Meuse                   | Avioth                                                                      | Chapelle des Monts (Recevresse)                                                                                 | « PA00106459 », notice no PA00106459 |
| Meuse                   | Lachalade                                                                   | Abbaye de Lachalade                                                                                             | « PA00106545 », notice no PA00106545 |
| Meuse                   | Naix-aux-Forges                                                             | Nasium | « PA00106595 », notice no PA00106595 |
| Morbihan                | Elven                                                                       | Forteresse de Largoët                                                                                           | « PA00091177 », notice no PA00091177 |
| Morbihan                | Erdeven                                                                     | Alignements de Kerzérho                                                                                         | « PA00091179 », notice no PA00091179 |
| Morbihan                | Hennebont                                                                   | Église Notre-Dame-de-Paradis d'Hennebont                                                                        | « PA00091279 », notice no PA00091279 |
| Morbihan                | Île-aux-Moines                                                              | Cromlech de Kergenan                                                                                            | « PA00091302 », notice no PA00091302 |
| Morbihan                | Île-d'Arz                                                                   | Église de la Nativité de l'Île-d'Arz                                                                            | « PA00091304 », notice no PA00091304 |
| Morbihan                | Plouharnel                                                                  | Dolmens dans le tumulus de Rondossec                                                                            | « PA00091527 », notice no PA00091527 |
| Nièvre                  | Cosne-Cours-sur-Loire                                                       | Église Saint-Aignan de Cosne-Cours-sur-Loire                                                                    | « PA00112866 », notice no PA00112866 |
| Nièvre                  | Garchizy                                                                    | Église de Garchizy                                                                                              | « PA00112893 », notice no PA00112893 |
| Nièvre                  | Nevers                                                                      | Cathédrale Saint-Cyr-et-Sainte-Julitte de Nevers                                                                | « PA00112936 », notice no PA00112936 |
| Nièvre                  | Nevers                                                                      | Couvent des Sœurs de la Charité de Nevers                                                                       | « PA00112939 », notice no PA00112939 |
| Nièvre                  | Nevers                                                                      | Porte du Croux                                                                                                  | « PA00112966 », notice no PA00112966 |
| Nièvre                  | Saint-Parize-le-Châtel                                                      | Église de Saint-Parize-le-Châtel et crypte                                                                      | « PA00113009 », notice no PA00113009 |
| Nièvre                  | Varzy                                                                       | Église Saint-Pierre de Varzy                                                                                    | « PA00113043 », notice no PA00113043 |
| Nord                    | Bavay                                                                       | Ruines gallo-romaines de Bavay                                                                                  | « PA00107362 », notice no PA00107362 |
| Nord                    | Douai                                                                       | Beffroi de Douai et hôtel de ville                                                                              | « PA00107461 », notice no PA00107461 |
| Nord                    | Sars-Poteries                                                               | Pierre de Dessus-Bise                                                                                           | « PA00107808 », notice no PA00107808 |
| Nord                    | Solre-le-Château                                                            | Pierre Martine                                                                                                  | « PA00107823 », notice no PA00107823 |
| Oise                    | Allonne                                                                     | Église Notre-Dame de l'Annonciation d'Allonne                                                                   | « PA00114476 », notice no PA00114476 |
| Oise                    | Angicourt                                                                   | Église Saint-Vaast d'Angicourt                                                                                  | « PA00114479 », notice no PA00114479 |
| Oise                    | Angy                                                                        | Église Saint-Nicolas d'Angy                                                                                     | « PA00114480 », notice no PA00114480 |
| Oise                    | Beauvais                                                                    | Palais épiscopal de Beauvais                                                                                    | « PA00114516 », notice no PA00114516 |
| Oise                    | Bury                                                                        | Église Saint-Lucien de Bury                                                                                     | « PA00114557 », notice no PA00114557 |
| Oise                    | Chambly                                                                     | Église Notre-Dame de Chambly                                                                                    | « PA00114575 », notice no PA00114575 |
| Oise                    | Chelles                                                                     | Église Saint-Martin de Chelles                                                                                  | « PA00114588 », notice no PA00114588 |
| Oise                    | Lavilletertre                                                               | Église Notre-Dame-de-la-Nativité de Lavilletertre                                                               | « PA00114727 », notice no PA00114727 |
| Oise                    | Maignelay-Montigny                                                          | Église Sainte-Marie-Madeleine de Maignelay                                                                      | « PA00114734 », notice no PA00114734 |
| Oise                    | Montagny-Sainte-Félicité                                                    | Église Sainte-Félicité de Montagny-Sainte-Félicité                                                              | « PA00114751 », notice no PA00114751 |
| Oise                    | Montataire                                                                  | Collégiale Notre-Dame de Montataire                                                                             | « PA00114752 », notice no PA00114752 |
| Oise                    | Noyon                                                                       | Cathédrale Notre-Dame de Noyon                                                                                  | « PA00114786 », notice no PA00114786 |
| Oise                    | Pierrefonds                                                                 | Château de Pierrefonds                                                                                          | « PA00114803 », notice no PA00114803 |
| Oise                    | Pierrefonds                                                                 | Église Saint-Sulpice de Pierrefonds                                                                             | « PA00114804 », notice no PA00114804 |
| Oise                    | Plailly                                                                     | Église Saint-Martin de Plailly                                                                                  | « PA00114807 », notice no PA00114807 |
| Oise                    | Rully                                                                       | Église Notre-Dame-et-Saint-Rieul de Rully                                                                       | « PA00114847 », notice no PA00114847 |
| Oise                    | Saint-Jean-aux-Bois                                                         | Abbaye de Saint-Jean-aux-Bois                                                                                   | « PA00114861 », notice no PA00114861 |
| Oise                    | Saint-Leu-d'Esserent                                                        | Abbaye de Saint-Leu-d'Esserent                                                                                  | « PA00114865 », notice no PA00114865 |
| Oise                    | Senlis                                                                      | Abbaye Saint-Vincent de Senlis                                                                                  | « PA00114880 », notice no PA00114880 |
| Oise                    | Senlis                                                                      | Prieuré Saint-Maurice                                                                                           | « PA00114885 », notice no PA00114885 |
| Oise                    | Senlis                                                                      | Église Saint-Frambourg                                                                                          | « PA00114888 », notice no PA00114888 |
| Oise                    | Thiers-sur-Thève                                                            | Château de Thiers-sur-Thève                                                                                     | « PA00114919 », notice no PA00114919 |
| Oise                    | Trie-Château                                                                | Dolmen des Trois Pierres                                                                                        | « PA00114926 », notice no PA00114926 |
| Oise                    | Trie-Château                                                                | Église Sainte-Madeleine de Trie-Château                                                                         | « PA00114927 », notice no PA00114927 |
| Oise                    | Trie-Château                                                                | Hôtel de ville de Trie-Château                                                                                  | « PA00114928 », notice no PA00114928 |
| Oise                    | Verberie                                                                    | Église Saint-Pierre de Verberie                                                                                 | « PA00114944 », notice no PA00114944 |
| Oise                    | Villers-Saint-Paul                                                          | Église Saint-Pierre-et-Saint-Paul de Villers-Saint-Paul                                                         | « PA00114961 », notice no PA00114961 |
| Orne                    | Alençon                                                                     | Château d'Alençon                                                                                               | « PA00110691 », notice no PA00110691 |
| Orne                    | Alençon                                                                     | Basilique Notre-Dame d'Alençon                                                                                  | « PA00110692 », notice no PA00110692 |
| Orne                    | Argentan                                                                    | Église Saint-Martin d'Argentan                                                                                  | « PA00110720 », notice no PA00110720 |
| Seine                   | Paris                                                                       | Cathédrale Notre-Dame de Paris                                                                                  | « PA00086250 », notice no PA00086250 |
| Seine                   | Paris                                                                       | Conciergerie | « PA00085991 », notice no PA00085991 |
| Seine                   | Paris                                                                       | Église Saint-Étienne-du-Mont                                                                                    | « PA00088414 », notice no PA00088414 |
| Seine                   | Paris                                                                       | Église Saint-Eustache (Paris)                                                                                   | « PA00085795 », notice no PA00085795 |
| Seine                   | Paris                                                                       | Église Saint-Germain-l'Auxerrois (Paris)                                                                        | « PA00085796 », notice no PA00085796 |
| Seine                   | Paris                                                                       | Église Saint-Germain-des-Prés                                                                                   | « PA00088509 », notice no PA00088509 |
| Seine                   | Paris                                                                       | Église Saint-Gervais-Saint-Protais                                                                              | « PA00086257 », notice no PA00086257 |
| Seine                   | Paris                                                                       | Église Saint-Merri                                                                                              | « PA00086259 », notice no PA00086259 |
| Seine                   | Paris                                                                       | Église Saint-Séverin                                                                                            | « PA00088419 », notice no PA00088419 |
| Seine                   | Paris                                                                       | Fontaine des Innocents                                                                                          | « PA00085805 », notice no PA00085805 |
| Seine                   | Paris                                                                       | Fontaine des Quatre-Saisons                                                                                     | « PA00088687 », notice no PA00088687 |
| Seine                   | Paris                                                                       | Thermes de Cluny                                                                                                | « PA00088431 », notice no PA00088431 |
| Seine                   | Paris                                                                       | Hôtel de l'État-Major de la Place et du Gouvernement militaire (Hôtel Lebas de Montargis et Hôtel de Villemaré) | « PA00085821 », notice no PA00085821 |
| Seine                   | Paris                                                                       | Hôtel des Invalides                                                                                             | « PA00088714 », notice no PA00088714 |
| Seine                   | Paris                                                                       | Hôtel Lambert                                                                                                   | « PA00086295 », notice no PA00086295 |
| Seine                   | Paris                                                                       | Hôtels de Rohan et Soubise                                                                                      | « PA00086155 », notice no PA00086155 |
| Seine                   | Paris                                                                       | Hôtel de Soissons                                                                                               | « PA00085839 », notice no PA00085839 |
| Seine                   | Paris                                                                       | Hôtel de Sully                                                                                                  | « PA00086278 », notice no PA00086278 |
| Seine                   | Paris                                                                       | Institut de France                                                                                              | « PA00088652 », notice no PA00088652 |
| Seine                   | Paris                                                                       | Palais du Luxembourg                                                                                            | « PA00088653 », notice no PA00088653 |
| Seine                   | Paris                                                                       | Porte Saint-Denis                                                                                               | « PA00086512 », notice no PA00086512 |
| Seine                   | Paris                                                                       | Porte Saint-Martin                                                                                              | « PA00086513 », notice no PA00086513 |
| Seine                   | Paris                                                                       | Sainte-Chapelle                                                                                                 | « PA00086001 », notice no PA00086001 |
| Seine                   | Paris                                                                       | Temple des Billettes                                                                                            | « PA00086252 », notice no PA00086252 |
| Seine                   | Paris                                                                       | Tour Saint-Jacques                                                                                              | « PA00086479 », notice no PA00086479 |
| Pas-de-Calais           | Aire-sur-la-Lys                                                             | Collégiale Saint-Pierre d'Aire-sur-la-Lys                                                                       | « PA00107937 », notice no PA00107937 |
| Pas-de-Calais           | Béthune                                                                     | Beffroi de Béthune                                                                                              | « PA00108200 », notice no PA00108200 |
| Puy-de-Dôme             | Aigueperse                                                                  | Sainte-Chapelle                                                                                                 | « PA00091854 », notice no PA00091854 |
| Puy-de-Dôme             | Augerolles                                                                  | Église Sainte-Croix d'Augerolles                                                                                | « PA00091876 », notice no PA00091876 |
| Puy-de-Dôme             | Billom                                                                      | Collégiale Saint-Cerneuf de Billom                                                                              | « PA00091904 », notice no PA00091904 |
| Puy-de-Dôme             | Chambon-sur-Lac                                                             | Chapelle funéraire de Chambon-sur-Lac                                                                           | « PA00091940 », notice no PA00091940 |
| Puy-de-Dôme             | Clermont-Ferrand                                                            | Cathédrale Notre-Dame-de-l'Assomption de Clermont                                                               | « PA00091979 », notice no PA00091979 |
| Puy-de-Dôme             | Clermont-Ferrand                                                            | Maison de l'Éléphant                                                                                            | « PA00092060 », notice no PA00092060 |
| Puy-de-Dôme             | Herment                                                                     | Église Notre-Dame d'Herment                                                                                     | « PA00092136 », notice no PA00092136 |
| Puy-de-Dôme             | Plauzat                                                                     | Église Saint-Pierre de Plauzat                                                                                  | « PA00092242 », notice no PA00092242 |
| Puy-de-Dôme             | Riom                                                                        | Beffroi de Riom                                                                                                 | « PA00092263 », notice no PA00092263 |
| Puy-de-Dôme             | Riom                                                                        | Maison des Consuls                                                                                              | « PA00092292 », notice no PA00092292 |
| Puy-de-Dôme             | Royat                                                                       | Église Saint-Léger de Royat et prieuré                                                                          | « PA00092332 », notice no PA00092332 |
| Puy-de-Dôme             | Saint-Hilaire-la-Croix                                                      | Église Saint-Hilaire de Saint-Hilaire-la-Croix et monastère                                                     | « PA00092363 », notice no PA00092363 |
| Puy-de-Dôme             | Saint-Nectaire                                                              | Dolmen du Parc                                                                                                  | « PA00092374 », notice no PA00092374 |
| Puy-de-Dôme             | Saint-Nectaire                                                              | Dolmen de Saillant                                                                                              | « PA00092375 », notice no PA00092375 |
| Puy-de-Dôme             | Saint-Saturnin                                                              | Église Notre-Dame de Saint-Saturnin                                                                             | « PA00092391 », notice no PA00092391 |
| Pyrénées-Atlantiques    | Bayonne                                                                     | Cathédrale Sainte-Marie de Bayonne                                                                              | « PA00084329 », notice no PA00084329 |
| Pyrénées-Atlantiques    | Nay                                                                         | Maison carrée                                                                                                   | « PA00084464 », notice no PA00084464 |
| Pyrénées-Atlantiques    | Sainte-Engrâce                                                              | Église de Sainte-Engrâce                                                                                        | « PA00084490 », notice no PA00084490 |
| Pyrénées-Orientales     | Arles-sur-Tech                                                              | Abbaye Sainte-Marie d'Arles-sur-Tech                                                                            | « PA00103960 », notice no PA00103960 |
| Pyrénées-Orientales     | Villefranche-de-Conflent                                                    | Église Saint-Jacques de Villefranche-de-Conflent                                                                | « PA00104148 », notice no PA00104148 |
| Rhône                   | Belleville                                                                  | Abbatiale de l'Assomption de Belleville                                                                         | « PA00117720 », notice no PA00117720 |
| Rhône                   | Châtillon-d'Azergues                                                        | Château de Châtillon-d'Azergues et chapelle                                                                     | « PA00117740 », notice no PA00117740 |
| Rhône                   | Brignais, Chaponost, Lyon, Mornant, Sainte-Foy-lès-Lyon, Soucieu-en-Jarrest | Aqueduc du Gier                                                                                                 | « PA00117782 », notice no PA00117782 |
| Rhône                   | Lyon                                                                        | Église Saint-Irénée de Lyon                                                                                     | « PA00117798 », notice no PA00117798 |
| Rhône                   | Lyon                                                                        | Manécanterie | « PA00117975 », notice no PA00117975 |
| Rhône                   | Lyon                                                                        | Primatiale Saint-Jean de Lyon                                                                                   | « PA00117785 », notice no PA00117785 |
| Rhône                   | Salles-Arbuissonnas-en-Beaujolais                                           | Église Saint-Martin de Salles-Arbuissonnas-en-Beaujolais                                                        | « PA00118065 », notice no PA00118065 |
| Saône-et-Loire          | Autun                                                                       | Fontaine Saint-Lazare                                                                                           | « PA00113078 », notice no PA00113078 |
| Saône-et-Loire          | Bois-Sainte-Marie                                                           | Église de Bois-Sainte-Marie                                                                                     | « PA00113120 », notice no PA00113120 |
| Saône-et-Loire          | Chapaize                                                                    | Église Saint-Martin de Chapaize                                                                                 | « PA00113186 », notice no PA00113186 |
| Saône-et-Loire          | Châteauneuf                                                                 | Église Saint-Paul de Châteauneuf                                                                                | « PA00113208 », notice no PA00113208 |
| Saône-et-Loire          | Cluny                                                                       | Abbaye de Cluny                                                                                                 | « PA00113220 », notice no PA00113220 |
| Saône-et-Loire          | Cluny                                                                       | Église Notre-Dame de Cluny                                                                                      | « PA00113222 », notice no PA00113222 |
| Saône-et-Loire          | Cormatin                                                                    | Château de Cormatin                                                                                             | « PA00113246 », notice no PA00113246 |
| Saône-et-Loire          | Mâcon                                                                       | Cathédrale Vieux-Saint-Vincent de Mâcon                                                                         | « PA00113319 », notice no PA00113319 |
| Saône-et-Loire          | Martailly-lès-Brancion                                                      | Église Saint-Pierre de Brancion                                                                                 | « PA00113347 », notice no PA00113347 |
| Saône-et-Loire          | Perrecy-les-Forges                                                          | Église de Perrecy-les-Forges                                                                                    | « PA00113388 », notice no PA00113388 |
| Saône-et-Loire          | Saint-Marcel                                                                | Abbaye de Saint-Marcel                                                                                          | « PA00113443 », notice no PA00113443 |
| Saône-et-Loire          | Semur-en-Brionnais                                                          | Collégiale Saint-Hilaire de Semur-en-Brionnais                                                                  | « PA00113469 », notice no PA00113469 |
| Saône-et-Loire          | Sennecey-le-Grand                                                           | Église Saint-Julien de Sennecey-le-Grand                                                                        | « PA00113475 », notice no PA00113475 |
| Sarthe                  | Bazouges-sur-le-Loir                                                        | Église Saint-Aubin de Bazouges-sur-le-Loir                                                                      | « PA00109678 », notice no PA00109678 |
| Sarthe                  | Le Mans                                                                     | Cathédrale Saint-Julien du Mans                                                                                 | « PA00109800 », notice no PA00109800 |
| Sarthe                  | Le Mans                                                                     | Collégiale Saint-Pierre-la-Cour                                                                                 | « PA00109802 », notice no PA00109802 |
| Sarthe                  | Le Mans                                                                     | Enceinte romaine du Mans                                                                                        | « PA00109807 », notice no PA00109807 |
| Seine-et-Marne          | Chelles                                                                     | Monument de Chilpéric                                                                                           | « PA00086887 », notice no PA00086887 |
| Seine-et-Marne          | Fontainebleau                                                               | Château de Fontainebleau                                                                                        | « PA00086975 », notice no PA00086975 |
| Seine-et-Marne          | Jouarre                                                                     | Croix du cimetière de Jouarre                                                                                   | « PA00087039 », notice no PA00087039 |
| Seine-et-Marne          | La Chapelle-la-Reine                                                        | Église Sainte-Geneviève de La Chapelle-la-Reine                                                                 | « PA00086864 », notice no PA00086864 |
| Seine-et-Marne          | Nantouillet                                                                 | Château de Nantouillet                                                                                          | « PA00087160 », notice no PA00087160 |
| Seine-et-Marne          | Provins                                                                     | Abbaye Saint-Ayoul                                                                                              | « PA00087196 », notice no PA00087196 |
| Seine-et-Marne          | Rozay-en-Brie                                                               | Église Notre-Dame de Rozay-en-Brie                                                                              | « PA00087258 », notice no PA00087258 |
| Seine-et-Marne          | Villeneuve-le-Comte                                                         | Église Notre-Dame-de-la-Nativité de Villeneuve-le-Comte                                                         | « PA00087323 », notice no PA00087323 |
| Seine-Maritime          | Angerville-l'Orcher                                                         | Église Notre-Dame d'Angerville-l'Orcher                                                                         | « PA00100541 », notice no PA00100541 |
| Seine-Maritime          | Arques-la-Bataille                                                          | Château d'Arques-la-Bataille                                                                                    | « PA00100544 », notice no PA00100544 |
| Seine-Maritime          | Arques-la-Bataille                                                          | Église Notre-Dame-de-l'Assomption d'Arques-la-Bataille                                                          | « PA00100545 », notice no PA00100545 |
| Seine-Maritime          | Aumale                                                                      | Église Saint-Pierre-et-Saint-Paul d'Aumale                                                                      | « PA00100550 », notice no PA00100550 |
| Seine-Maritime          | Dieppe                                                                      | Château de Dieppe                                                                                               | « PA00100620 », notice no PA00100620 |
| Seine-Maritime          | Duclair                                                                     | Église Saint-Denis de Duclair                                                                                   | « PA00100632 », notice no PA00100632 |
| Seine-Maritime          | Houppeville                                                                 | Église Notre-Dame-de-l'Assomption de Houppeville                                                                | « PA00100723 », notice no PA00100723 |
| Seine-Maritime          | Jumièges                                                                    | Abbaye de Jumièges                                                                                              | « PA00100726 », notice no PA00100726 |
| Seine-Maritime          | Le Bourg-Dun                                                                | Église Notre-Dame du Bourg-Dun                                                                                  | « PA00100580 », notice no PA00100580 |
| Seine-Maritime          | Le Petit-Quevilly                                                           | Chapelle Saint-Julien (Le Petit-Quevilly)                                                                       | « PA00100794 », notice no PA00100794 |
| Seine-Maritime          | Lillebonne                                                                  | Château de Lillebonne                                                                                           | « PA00100729 », notice no PA00100729 |
| Seine-Maritime          | Mesnières-en-Bray                                                           | Château de Mesnières                                                                                            | « PA00100751 », notice no PA00100751 |
| Seine-Maritime          | Montivilliers                                                               | Abbaye de Montivilliers                                                                                         | « PA00100758 », notice no PA00100758 |
| Seine-Maritime          | Rouen                                                                       | Aître Saint-Maclou                                                                                              | « PA00100799 », notice no PA00100799 |
| Seine-Maritime          | Rouen                                                                       | Cathédrale Notre-Dame de Rouen                                                                                  | « PA00100800 », notice no PA00100800 |
| Seine-Maritime          | Rouen                                                                       | Cloître Sainte-Marie                                                                                            | « PA00100808 », notice no PA00100808 |
| Seine-Maritime          | Rouen                                                                       | Église Saint-Godard                                                                                             | « PA00100817 », notice no PA00100817 |
| Seine-Maritime          | Rouen                                                                       | Église Saint-Ouen de Rouen et chambre des Clercs                                                                | « PA00100823 », notice no PA00100823 |
| Seine-Maritime          | Rouen                                                                       | Église Saint-Vincent de Rouen                                                                                   | « PA00100827 », notice no PA00100827 |
| Seine-Maritime          | Rouen                                                                       | Gros-Horloge et fontaine                                                                                        | « PA00100834 », notice no PA00100834 |
| Seine-Maritime          | Sainte-Marguerite-sur-Mer                                                   | Villa gallo-romaine de Sainte-Marguerite-sur-Mer                                                                | « PA00101031 », notice no PA00101031 |
| Seine-Maritime          | Saint-Martin-de-Boscherville                                                | Abbaye Saint-Georges de Boscherville                                                                            | « PA00101033 », notice no PA00101033 |
| Seine-Maritime          | Saint-Wandrille-Rançon                                                      | Abbaye Saint-Wandrille de Fontenelle                                                                            | « PA00101054 », notice no PA00101054 |
| Seine-Maritime          | Tancarville                                                                 | Château de Tancarville                                                                                          | « PA00101063 », notice no PA00101063 |
| Seine-Maritime          | Varengeville-sur-Mer                                                        | Manoir d'Ango                                                                                                   | « PA00101079 », notice no PA00101079 |
| Seine-Saint-Denis       | Saint-Denis                                                                 | Basilique Saint-Denis                                                                                           | « PA00079952 », notice no PA00079952 |
| Somme                   | Amiens                                                                      | Cathédrale Notre-Dame d'Amiens                                                                                  | « PA00116046 », notice no PA00116046 |
| Somme                   | Athies                                                                      | Église Notre-Dame-de-l'Assomption d'Athies                                                                      | « PA00116083 », notice no PA00116083 |
| Somme                   | Folleville                                                                  | Église Saint-Jacques-le-Majeur-et-Saint-Jean-Baptiste de Folleville                                             | « PA00116156 », notice no PA00116156 |
| Somme                   | Gamaches                                                                    | Église Saint-Pierre-et-Saint-Paul de Gamaches                                                                   | « PA00116169 », notice no PA00116169 |
| Somme                   | La Chaussée-Tirancourt                                                      | Camp César | « PA00116117 », notice no PA00116117 |
| Somme                   | L'Étoile                                                                    | Camp César | « PA00116148 », notice no PA00116148 |
| Somme                   | Érondelle, Liercourt                                                        | Camp César | « PA00116186 », notice no PA00116186 |
| Tarn                    | Albi                                                                        | Cathédrale Sainte-Cécile d'Albi                                                                                 | « PA00095453 », notice no PA00095453 |
| Tarn                    | Albi                                                                        | Maison des Viguiers                                                                                             | « PA00095477 », notice no PA00095477 |
| Tarn                    | Albi                                                                        | Palais de la Berbie                                                                                             | « PA00095480 », notice no PA00095480 |
| Tarn-et-Garonne         | Auvillar                                                                    | Église Saint-Pierre                                                                                             | « PA00095678 », notice no PA00095678 |
| Val-de-Marne            | Arcueil                                                                     | Église Saint-Denys d'Arcueil                                                                                    | « PA00079846 », notice no PA00079846 |
| Val-de-Marne            | Cachan                                                                      | Aqueduc de Cachan                                                                                               | « PA00079853 », notice no PA00079853 |
| Val-de-Marne            | Charenton-le-Pont                                                           | Pavillon d'Antoine de Navarre                                                                                   | « PA00079861 », notice no PA00079861 |
| Val-de-Marne            | Nogent-sur-Marne                                                            | Église Saint-Saturnin de Nogent-sur-Marne                                                                       | « PA00079894 », notice no PA00079894 |
| Val-de-Marne            | Vitry-sur-Seine                                                             | Église Saint-Germain de Vitry-sur-Seine                                                                         | « PA00079921 », notice no PA00079921 |
| Val-d'Oise              | Beaumont-sur-Oise                                                           | Église Saint-Laurent de Beaumont-sur-Oise                                                                       | « PA00079999 », notice no PA00079999 |
| Val-d'Oise              | Champagne-sur-Oise                                                          | Église Notre-Dame-de-l'Assomption de Champagne-sur-Oise                                                         | « PA00080017 », notice no PA00080017 |
| Val-d'Oise              | Deuil-la-Barre                                                              | Église Notre-Dame-et-Saint-Eugène de Deuil-la-Barre                                                             | Notice no PA00080039                 |
| Val-d'Oise              | Gonesse                                                                     | Église Saint-Pierre-Saint-Paul de Gonesse                                                                       | « PA00080071 », notice no PA00080071 |
| Val-d'Oise              | La Roche-Guyon                                                              | Château de La Roche-Guyon                                                                                       | « PA00080181 », notice no PA00080181 |
| Val-d'Oise              | Nesles-la-Vallée                                                            | Église Saint-Symphorien de Nesles-la-Vallée                                                                     | « PA00080139 », notice no PA00080139 |
| Var                     | Fréjus                                                                      | Cathédrale Saint-Léonce de Fréjus, baptistère et cloître                                                        | « PA00081606 », notice no PA00081606 |
| Var                     | Hyères                                                                      | Château d'Hyères                                                                                                | « PA00081637 », notice no PA00081637 |
| Var                     | Le Cannet-des-Maures                                                        | Église du Vieux-Canet                                                                                           | « PA00081568 », notice no PA00081568 |
| Vaucluse                | Avignon                                                                     | Hôtel des Monnaies                                                                                              | « PA00081864 », notice no PA00081864 |
| Vaucluse                | Avignon                                                                     | Hôtel de ville d'Avignon                                                                                        | « PA00081880 », notice no PA00081880 |
| Vaucluse                | Carpentras                                                                  | Hôtel-Dieu de Carpentras                                                                                        | « PA00082006 », notice no PA00082006 |
| Vaucluse                | Carpentras                                                                  | Palais épiscopal de Carpentras                                                                                  | « PA00082011 », notice no PA00082011 |
| Vaucluse                | Cavaillon                                                                   | Cathédrale Notre-Dame-et-Saint-Véran de Cavaillon                                                               | « PA00082019 », notice no PA00082019 |
| Vaucluse                | Malaucène                                                                   | Chapelle Notre-Dame-du-Groseau                                                                                  | « PA00082069 », notice no PA00082069 |
| Vaucluse                | Orange                                                                      | Théâtre antique d'Orange                                                                                        | « PA00082096 », notice no PA00082096 |
| Vaucluse                | Pernes-les-Fontaines                                                        | Tour Ferrande                                                                                                   | « PA00082128 », notice no PA00082128 |
| Vaucluse                | Vaison-la-Romaine                                                           | Théâtre de Vaison-la-Romaine                                                                                    | « PA00082188 », notice no PA00082188 |
| Vaucluse                | Valréas                                                                     | Église Notre-Dame-de-Nazareth de Valréas                                                                        | « PA00082194 », notice no PA00082194 |
| Vendée                  | Fontenay-le-Comte                                                           | Église Notre-Dame de Fontenay-le-Comte                                                                          | « PA00110100 », notice no PA00110100 |
| Vendée                  | Foussais-Payré                                                              | Église de Foussais-Payré                                                                                        | « PA00110120 », notice no PA00110120 |
| Vendée                  | Le Boupère                                                                  | Église du Boupère                                                                                               | « PA00110054 », notice no PA00110054 |
| Vendée                  | Nieul-sur-l'Autise                                                          | Abbaye Saint-Vincent de Nieul-sur-l'Autise                                                                      | « PA00110180 », notice no PA00110180 |
| Vendée                  | Pouzauges                                                                   | Château de Pouzauges                                                                                            | « PA00110201 », notice no PA00110201 |
| Vienne                  | Antigny                                                                     | Château de Boismorand                                                                                           | « PA00105329 », notice no PA00105329 |
| Vienne                  | Lusignan                                                                    | Église Notre-Dame-et-Saint-Junien                                                                               | « PA00105510 », notice no PA00105510 |
| Vienne                  | Montmorillon                                                                | Église Notre-Dame de Montmorillon                                                                               | « PA00105545 », notice no PA00105545 |
| Vienne                  | Poitiers                                                                    | Pierre levée | « PA00105592 », notice no PA00105592 |
| Vienne                  | Poitiers                                                                    | Église Sainte-Radegonde de Poitiers                                                                             | « PA00105601 », notice no PA00105601 |
| Vienne                  | Poitiers                                                                    | Palais des comtes de Poitiers                                                                                   | « PA00105653 », notice no PA00105653 |
| Yonne                   | Auxerre                                                                     | Église Saint-Eusèbe                                                                                             | « PA00113587 », notice no PA00113587 |
| Yonne                   | Auxerre                                                                     | Église Saint-Pierre d'Auxerre                                                                                   | « PA00113588 », notice no PA00113588 |
| Yonne                   | Auxerre                                                                     | Tour de l'Horloge d'Auxerre                                                                                     | « PA00113607 », notice no PA00113607 |
| Yonne                   | Chablis                                                                     | Église Saint-Martin de Chablis                                                                                  | « PA00113631 », notice no PA00113631 |
| Yonne                   | Mailly-le-Château                                                           | Église Saint-Adrien de Mailly-le-Château                                                                        | « PA00113736 », notice no PA00113736 |
| Yonne                   | Moutiers-en-Puisaye                                                         | Église Saint-Pierre-et-Saint-Paul de Moutiers-en-Puisaye                                                        | « PA00113752 », notice no PA00113752 |
| Yonne                   | Pontaubert                                                                  | Église Notre-Dame-de-la-Nativité de Pontaubert                                                                  | « PA00113787 », notice no PA00113787 |
| Yonne                   | Sens                                                                        | Basilique Saint-Savinien de Sens                                                                                | « PA00113858 », notice no PA00113858 |
| Yonne                   | Sens                                                                        | Hôpital Saint-Jean                                                                                              | « PA00113860 », notice no PA00113860 |
| Yonne                   | Sens                                                                        | Hôtel des archevêques de Sens                                                                                   | « PA00113852 », notice no PA00113852 |
| Yonne                   | Sens                                                                        | Salle synodale                                                                                                  | « PA00113883 », notice no PA00113883 |
| Yonne                   | Tonnerre                                                                    | Église Sainte-Catherine de Tonnerre                                                                             | « PA00113905 », notice no PA00113905 |
| Yonne                   | Tonnerre                                                                    | Hôtel-Dieu de Tonnerre                                                                                          | « PA00113907 », notice no PA00113907 |
| Yonne                   | Villeneuve-sur-Yonne                                                        | Église Notre-Dame-de-l'Assomption de Villeneuve-sur-Yonne                                                       | « PA00113945 », notice no PA00113945 |
| Yonne                   | Villeneuve-sur-Yonne                                                        | Enceinte de Villeneuve-sur-Yonne                                                                                | « PA00113946 », notice no PA00113946 |
| Yonne                   | Villeneuve-sur-Yonne                                                        | Portes de Sens et de Joigny                                                                                     | « PA00113949 », notice no PA00113949 |
| Yvelines                | Bougival                                                                    | Église Notre-Dame de Bougival                                                                                   | « PA00087382 », notice no PA00087382 |
| Yvelines                | Mantes-la-Jolie                                                             | Église Sainte-Anne de Gassicourt                                                                                | « PA00087509 », notice no PA00087509 |
| Yvelines                | Mantes-la-Jolie                                                             | Fontaine de l'Hôtel-de-Ville                                                                                    | « PA00087511 », notice no PA00087511 |
| Yvelines                | Montfort-l'Amaury                                                           | Château de Montfort-l'Amaury                                                                                    | « PA00087549 », notice no PA00087549 |
| Yvelines                | Saint-Germain-en-Laye                                                       | Château de Saint-Germain-en-Laye                                                                                | « PA00087611 », notice no PA00087611 |
| Yvelines                | Triel-sur-Seine                                                             | Église Saint-Martin de Triel-sur-Seine                                                                          | « PA00087659 », notice no PA00087659 |
| Yvelines                | Vernouillet                                                                 | Église Saint-Étienne de Vernouillet                                                                             | « PA00087663 », notice no PA00087663 |